# Cyclophorus
Cyclophorus is een geslacht van weekdieren uit de klasse van de Gastropoda (slakken).

## Soort
- Cyclophorus volvulus (O. F. Müller, 1774)